# Ernst van Dyk

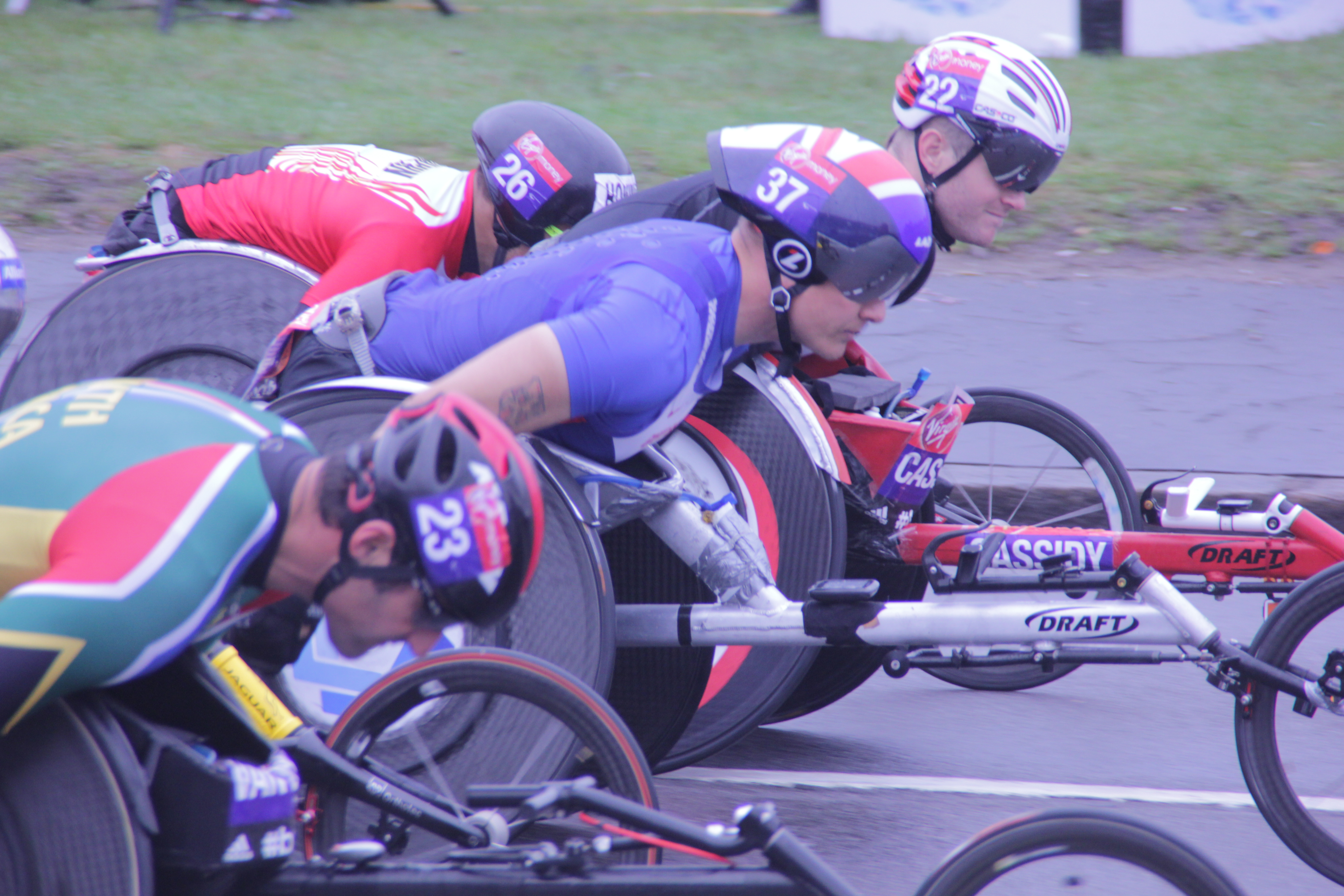
Ernst Van Dyk (23) al comienzo del Maratón de Londres 2015.

Ernst François van Dyk (Ceres, Sudáfrica, 4 de abril de 1973) es un atleta en silla de ruedas y ciclista sudafricano.

## Biografía
van Dyk nació con ausencia congénita de ambas piernas. Sus padres, dos atletas de nivel provincial, reconocieron sus habilidades atléticas y alentaron la participación deportiva. Al principio fue a la escuela en Graaff-Reinet, pero la escuela no podía atenderlo. Luego asistió a la Escuela Elizabeth Conradie para niños discapacitados en Kimberley. Compitió como nadador a nivel nacional en su adolescencia. En 1992 se matriculó en la Universidad de Stellenbosch y compitió en los Juegos Paralímpicos de Barcelona como nadador y atleta en silla de ruedas. A partir de entonces, se concentró en el atletismo en silla de ruedas.

## Carrera
Ha ganado un récord de 10 títulos de sillas de ruedas en el maratón de Boston. También recibió el premio Laureus como deportista con discapacidad del año 2006. En los Juegos Paralímpicos de Verano de 2000 en Sídney, ganó una medalla de bronce en los 400 metros. En los Juegos Paralímpicos de Verano de 2004 en Atenas, ganó una medalla de plata en la carrera de 800 metros, otra de plata en los 1500 metros y una de bronce en los 5000 metros. En los Juegos Paralímpicos de Verano de 2008 en Pekín, ganó el oro en la carrera de ciclismo de mano y bronce en el maratón de sillas de ruedas. Otros logros de ciclismo manual incluyen: Obtener una medalla de plata y bronce en el Campeonato Mundial de ciclismo en ruta UCI 2009 celebrado en Italia y obtener doble oro (carrera en carretera y contrarreloj) en el Campeonato Mundial de ciclismo en ruta UCI 2007 celebrado en Burdeos.

### Resultados importantes
| Año                                            | Maratón de Boston | Maratón de la ciudad de Nueva York | Maratón de París | Maratón de los Ángeles | Maratón de Londres | Great North Run |
| ---------------------------------------------- | ----------------- | ---------------------------------- | ---------------- | ---------------------- | ------------------ | --------------- |
| 2001                                           | 1:25:12           |                                    |                  |                        |                    |                 |
| 2002                                           | 1:23:19           | 1:45:16                            |                  | 1:28:44                |                    |                 |
| 2003                                           | 1:28:32           | 1:35:36                            |                  |                        |                    |                 |
| 2004                                           | 1:18:27           |                                    |                  |                        |                    |                 |
| 2005                                           | 1:24:11           | 1: 31.11                           |                  |                        |                    |                 |
| 2006                                           | 1:25:29           |                                    |                  | 1:24:48 (CR)           |                    |                 |
| 2007                                           |                   |                                    |                  |                        |                    | 42:35           |
| 2008                                           | 1:26:49           |                                    |                  |                        |                    |                 |
| 2009                                           | 1:33:29           |                                    |                  |                        | 1:28:59            |                 |
| 2010                                           | 1:26:53           |                                    |                  |                        |                    |                 |
| 2011                                           | 1:18:51           |                                    |                  |                        |                    |                 |
| 2012                                           |                   |                                    |                  |                        |                    |                 |
| 2013                                           |                   | 1:40:14                            |                  |                        | 1:31:30            |                 |
| 2014                                           | 1:20:36           | 1:30:56                            |                  |                        | 1:32:42            |                 |
| 2015                                           | 1:36:27           | 1:30:54                            |                  |                        | 1:31:38            |                 |
| 2016                                           | 1:24:06           |                                    |                  |                        | 1:35:23            |                 |
| WR - Récord mundial CR - Récord de competencia |                   |                                    |                  |                        |                    |                 |

Su novena victoria en el Maratón de Boston 2010 fue un récord para ese evento en cualquier clase. El 21 de abril de 2014, sumó su décima victoria. El 20 de abril de 2010, el gobierno sudafricano anunció que van Dyk recibiría la Orden de Ikhamanga en plata por sus logros en el deporte.

## Vida personal
Su compañía, Enabled Sport, ofrece equipos para atletas con discapacidades. Vive en Paarl, Cabo Occidental con su esposa e hija.